# Hoa hậu Quốc tế 2005
Hoa hậu Quốc tế 2005 là cuộc thi Hoa hậu Quốc tế lần thứ 45 được tổ chức tại Aichi, Nhật Bản vào 26 tháng 9 năm 2005. 52 thí sinh từ khắp thế giới đến Nhật Bản để tham gia cuộc thi. Cuối cùng, Precious Lara Quigaman đến từ Philippines đã chiến thắng và được trao vương miện bởi Jeymmy Vargas đến từ Colombia. Cô trở thành Hoa hậu Philippines thứ 4 đoạt giải Hoa hậu Quốc tế.

## Kết quả

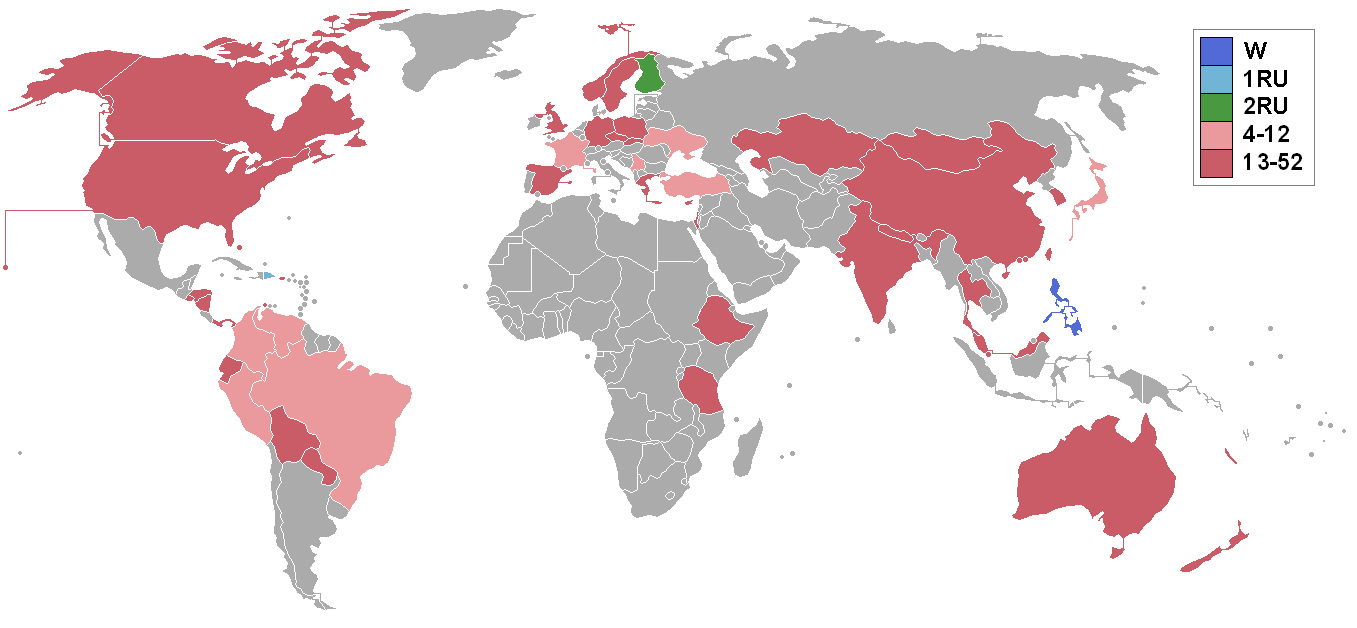
Các quốc gia và lãnh thổ tham gia Hoa hậu Quốc tế 2005 và kết quả.

### Thứ hạng
| Kết quả              | Thí sinh |
| -------------------- | --- |
| Hoa hậu Quốc tế 2005 | - Philippines – Precious Lara Quigaman |
| Á hậu 1              | - Cộng hòa Dominica – Yadira Geara Cury |
| Á hậu 2              | - Phần Lan – Susanna Laine |
| Top 12               | - Nhật Bản – Naomi Ishizaka - Peru – Vanessa López Vera - Pháp – Cynthia Tevere - Colombia – Diana Arbeláez - Venezuela – Andrea Gómez - Serbia và Montenegro – Sanja Miljanic - Thổ Nhĩ Kỳ – Sebnem Asade - Ukraine – Mariya Zhukova - Brazil – Ariane Colombo |

### Các giải thưởng đặc biệt
| Giải thưởng                 | Thí sinh                      |
| --------------------------- | ----------------------------- |
| Hoa hậu Thân thiện          | - Hồng Kông – Chu Tuệ Mẫn     |
| Hoa hậu Ảnh                 | - Trung Quốc – Lý Dương       |
| Trang phục dân tộc đẹp nhất | - Tanzania – Margareth Wilson |

## Thí sinh tham gia
| - Aruba - Gita van Bochove - Úc - Natalie Gillard - Bahamas - Brianna Clarke - Bolivia - Gretel María Stehli Parada - Brazil - Ariane Colombo - Canada - Micaela Smith - Trung Quốc - Lý Dương - Colombia - Diana Patricia Arbeláez - Síp - Charis Dimitriou - Séc - Petra Machackova - Cộng hòa Dominica- Yadira Geara Cury - Ecuador - Bianca María Salame Avilés - El Salvador - Ana Saidia Palma Rebollo - Ethiopia - Dina Fekadu Mosissa - Phần Lan - Susanna Laine - Pháp - Cynthia Tevere - Đức - Annika Pinter - Hy Lạp - Panagiota Perimeni - Honduras - Ingrid Lopez - Hồng Kông - Chu Tuệ Mẫn - Ấn Độ - Vaishali Desai - Israel - Moran Gerbi - Nhật Bản - Ishizaka Naomi - Kazakhstan - Antontseva Segeevna - Hàn Quốc - Lee Kyoung Eun - Ma Cao - Zheng Ma | - Malaysia - Winnie Chan Wai Ling - Mông Cổ - Gantogoo Bayarkhuu - Nepal - Nisha Adhikary - New Caledonia - Lesley Delrieu - New Zealand - Ellie Bloomfield - Nicaragua - Daniela Regina Clerk - Na Uy - Karoline Nakken - Panamá - Lucia Graciela Matamoros Samudio - Paraguay - Liz Concepción Santacruz Amarilla - Perú - Vanessa López Vera Tudela - Philippines - Precious Lara Quigaman - Ba Lan - Monika Szeroka - Puerto Rico - Dinorah Collazo - Serbia và Montenegro - Sanja Miljanic - Singapore - Catherine Tan - Slovakia - Lucia Debnarova - Tây Ban Nha - Maria del Pilar Domínquez - Thụy Điển - Cecilia Harbo Kristiansen - Đài Loan - Li Yen Chin - Tanzania - Margareth Wilson Kiguha Chacha - Thái Lan - Sukanya Pimmol - Thổ Nhĩ Kỳ - Sebnem Asade - Ukraine - Mariya Zhukova - Anh Quốc - Amy Guy - Hoa Kỳ - Anna Ward - Venezuela - Andrea Gómez |

## Chú ý

### Lần đầu tham gia
- Kazakhstan
- Ma Cao
- Tanzania

### Trở lại
| - Lần cuối tham gia vào năm 1998: - Paraguay - Lần cuối tham gia vào năm 2000: - Honduras - Nepal - Đài Loan | - Lần cuối tham gia vào năm 2002: - Nicaragua - Thụy Điển - Lần cuối tham gia vào năm 2003: - New Zealand |

### Bỏ cuộc
| - Angola - Chile - Costa Rica - Ai Cập - Hawaii - Hungary - Iceland - Latvia | - Liban - Mexico - Quần đảo Bắc Mariana - Romania - Nga - Senegal - Tunisia - Zambia |